# Roberto Meyer (architect)
Roberto Meyer (Bogota, 1959) is een Nederlandse architect.
Meyer is de zoon van een Nederlandse zakenman werkend voor een bank in Zuid-Amerika en een Uruguayaanse moeder. Hij voert een deel van zijn karakter terug op zijn ouders: van zijn vader de ratio, van zijn moeder de emotie. Op zesjarige leeftijd kwam het echtpaar met hun enige zoon in Noord-Brabant (bij grootouders) en vlak daarna in  Naarden (zelfstandig) te wonen. De onpraktische indeling van de woning van zijn grootouders stond aan de wieg van zijn beroep. Zijn ouders vonden dat hij in Nederland naar school moest gaan. Probleem was wel dat hij het Nederlands nauwelijks machtig was. Hij kreeg zijn middelbare schoolopleiding aan diverse scholen in Het Gooi; het leverde hem een grote vriendenkring op, die hem later kon ondersteunen in zijn werk. 
Meyer zei in 2024 tegen Het Parool, naar aanleiding van de nieuwbouw Heineken Hoek en/of The Diamond, dat hij al in zijn jeugd vroeg begon te bouwen met LEGO en dat hij in het huis van zijn grootouders (in zijn ogen) verkeerde indelingen zag. Zijn middelbare schoolperiode liep stroef; hij deed er vrij lang over. De studierichting bouwkunde begon op de Hogere technische school (HTS bouwkunde), gevolgd door een opleiding aan de Academie van Bouwkunst, die hij in 1990 afrondde. 
Hij studeerde daar nog toen hij zijn eigen praktijk begon. Aan de Keizergracht kwam zijn eerste opdracht tot stand, nieuwbouw aan de Vespuccistraat in Amsterdam-West. In 1984 kwam officieel MVSA van de grond, een architectenbureau dat hij samen met Jeroen van Schooten oprichtte.Het kwam in 2013 vanwege verschil van inzicht tot een breuk. Van Schooten begon Team V Architectuur, Meyer zette MVSA voort, maar zag een aantal collegae meegaan met Van Schooten.